# Hall of Fame Open 2025
Die Hall of Fame Open 2025  sind ein WTA-Tennisturnier der WTA Challenger Series 2025 für Damen und ein ATP-Tennisturnier der ATP Challenger Tour 2025 für Herren in Newport und finden parallel vom 7. bis 13. Juli 2025 statt.

## Damenturnier
→ Qualifikation: Hall of Fame Open 2025/Damen/Qualifikation